# 87' 행복을 찾습니다
《87' 행복을 찾습니다》는 한국방송공사 1TV 특집드라마이다.

## 제작진
- 극본 : 박구홍
- 연출 : 전세권

## 출연진
- 곽경환
- 김경애
- 김순철
- 김현주
- 노영국
- 박진성
- 서상익
- 양재성
- 임혁주